# Leelanau County
Leelanau County är ett administrativt område i delstaten Michigan, USA, med 21 708 invånare. Den administrativa huvudorten (county seat) är Leland. 

## Geografi
Enligt United States Census Bureau så har countyt en total area på 6 558 km². 901 km² av den arean är land och 5 657 km² är vatten.   

### Angränsande countyn
- Schoolcraft County - nord
- Charlevoix County - nordost
- Antrim County - öst
- Grand Traverse County - sydost
- Benzie County - syd
- Door County, Wisconsin - väst
- Delta County - nordväst